# Осогово
Вижте пояснителната страница за други значения на Осогово.
Осого̀вската планина или Осого̀во е планина в Западна България и Република Северна Македония. Тя е петата по височина планина в България. Най-високата ѝ точка е връх Руен (2251,3 m), който се намира на границата между двете държави и е един от 100‑те национални туристически обекта. От склоновете на Руен водят началото си четири основни реки: Елешница и Бистрица от Струмския басейн, Крива река и река Каменица от Вардарския басейн.

## Име
Името ѝ се среща и като Осогов, Осогова и античното Орбелус. В някои карти се споменава като Дуваница, но това име е непознато за местното население.

## Географска характеристика

### Географско положение, граници, големина
Осогово е най-северно разположената планина от Осоговско-Беласишката планинска група, както и най-високата планина от тази редица. Напряко на основното ѝ било, от югоизток на северозапад планината е поделена между България и Република Северна Македония, като североизточната по-малка част остава на българска територия, а югозападната, по-голямата част – на северномакедонска. Границата между двете държави върви от гранична пирамида № 76 (седловината Черната скала) до гранична пирамида № 96 (Велбъждкия проход).
Границите на планината са следните: От Велбъждкия проход (Деве баир, 1160 m) границата върви на изток по южната периферия на Каменишката котловина, преминава през прохода Вратца, който я отделя от планината Лисец и по южната периферия на Кюстендилската котловина достига до река Струма при устието на десния ѝ приток река Елешница. От там на юг долините на реките Елешница, десния ѝ приток Речица и седловината Черната скала (930 m) при държавната ни граница разделят Осогово от планината Влахина. От седловината границата минава по река Звегорска, при град Делчево достига до река Брегалница (ляв приток на Вардар) и върви по нея до устието на десния ѝ приток Злетовска река. От там границата продължава на север и северозапад по долината на Злетовска река, изкачва се по един неин малък десен приток, при село Горни Стубел преминава през ниска седловина и по долината на река Бела вода се спуска до река Крива река (ляв приток на Пчиня, от басейна на Вардар). Изкачва се по долината на последната на изток-североизток до македонското село Узем и от там на североизток след 3 km достига до Велбъждкия проход.
В тези си граници планината от югозапад на североизток има дължина от 67 – 68 km, а ширината ѝ е 32 – 34 km. В югозточната ѝ част са разположени хълмисто-ридовите историко‑географски области Осоговия и Пиянец.

### Релеф
Масивът Осогово се състои от плоски планински била с посока на простиране северозапад-югоизток и югозапад-североизток. При тяхното пресичане се издига най-високият ѝ връх Руен. Около 200 върха в България са по-високи от Руен. Те са главно в Рила и Пирин, и няколко в Стара планина и Витоша. Името му идва от почервеняването на целия масив, когато след есенни слани зеленият цвят на листата на боровинките става ясно-червен.
В Осогово има седем върха над 2000 m надморска височина: Руен (2251 m) Мали Руен (2229 m), Шапка (2188 m), Горна Сулумка (2139 m), Султан тепе (Царев връх), 2085 m, Църни камък (2069 m) и Човека (2047 m).
До дванадесетия по височина и открояващ се с красивата си панорама леснодостъпен Кюнек (1925 m), следват предходно Таш тепе (1993 m), Балтажийница (1984 m), Човечето (1972 m) и Долна Сулумка (1926 m).
Планината има асиметричен профил – стръмен северен склон по дължината на Кюстендилския разлом и полегат югоизточен към долината на река Елешница.

### Геоложки строеж, полезни изкопаеми
Като цяло планината е изградена от кристалинни скали (амфиболити, гнайси и шисти), в които е вместен мощен гранитов плутон. Пресича се от терциерни вулканични тела, а югоизточните ѝ склонове са покрити от седиментни скали (пясъчници, конгломерати и други) със същата възраст. В тази връзка са и находищата на оловно-цинкови руди „Лебница“, „Руен“, „Шапка“, „Мали Руен“ и „Белите сипеи“ и още около 15 рудопроявления на българска територия, без стопанско значение. В Осоговската планина, на северномакедонска територия, има няколко находища на оловно-цинкови руди, значително по-богати от тези на българска територия: „Кратово“, „Саса“ (известни още в древността), „Тораница“, „Злетово“. Усилена геологопроучвателна дейност в Осогово на българска територия, в района на село Гюешево, Сребърно коло и горното течение на река Елешница, е проведена от 1954 година до 1997 година, с хиляди и десетки хиляди линейни метри минни работи, надземни и подземни сондажи, с които се доказват десетки милиони тона рудни запаси, но главно с ниски съдържания на метали. Експлоатация на рудата се извърши през последните десетилетия на ХХ век от находищата „Лебница“, „Руен“ и „Шапка“.
От август 2016 година българският „Минстрой Холдинг“ печели концесия за възстановяване работата на рудник „Злетово“ край град Пробищип и рудник „Тораница“, община Крива паланка, Република Северна Македония.

### Климат, води, почви
Климатът на планината е преходно-континентален, а по високите ѝ части типично планински. Цялата планина изцяло попада към Беломорския водосборен басейн. Североизточните и източните ѝ склонове принадлежат към басейна на река Струма (десните притоци Бистрица, Новоселска река, Гращица, Елешница, Банщица и др.), южните – към басейна на река Брегалница (десните притоци Звегорска, Каменица, Оризарска, Кочанска, Злетовска и други), а северните – към басейна на Крива река (левите притоци Бела вода и други).
Още от 1978 година започва изграждането на язовир „Кюстендил“ на река Новоселска над село Слокощица. Изграден е 55% от първоначалния план. На Новоселска река в района след водослива Двете реки в началото на XXI век изградена малка ВЕЦ.
Почвената покривка е представена главно от планинско-ливадни и тъмнокафяви горски почви.

### Растителност и животински свят
Единственият резерват в планината е „Църна река“. Разположен е в горното течение на Църна река. Почти 97% от площта му е заета от иглолистни и смесени гори, които са слабо засегнати от антропогенна дейност. Особено ценни са чистите букови гори с единични екземпляри от други видове като бял бор, сибирска хвойна, черна елша, върба, явор и други. От тревните видове са разпространени светлика, лазаркиня, власатки, горски здравец, орлова папрат, горски зановец и много други. Западно от село Богослов има гора от секвои.
Срещат се много защитени от закона птици като осояд, червена каня, белоопашат мишелов, сокол скитник, скален орел, зеления и пъстър кълвач, дрозд и жълтоклюна алпийска гарга. Сред другите видове представители на животинското царство са видра, европейски вълк, рис, сухоземни костенурки, алпийски тритон, змия медянка, усойница, жаба дървесница и други. В реките виреят множество видове риби сред които са балкански щипок, горчивка, мряна и пъстърва. От 2007 година планината Осогово е част от екологичната мрежа Натура 2000.
В планината има обширни иглолистни и широколистни гори. В Осогово се среща редкият вид алпийски тритон.

## Туризъм
Природните условия позволяват развитието на целогодишен туризъм. Планината е лавиноопасна. През март 1956 г. от голяма лавина загиват 6 души сондьори в района на Сребърно коло. През 1963 г. загива миньор от друга лавина. През лятото на 1956 г., по левия склон на река Черна, в района на Сребърно коло, преминава смерч, който изкоренява вековни букови дървета и връхлита част от бараките на геоложки обект „Осогово“, като засяга най-много покрива и горния етаж на постройката, където са канцелариите.
Изградени са много ски-писти и хотели за зимен спорт, както и бунгала и туристически маршрути за летен отдих. В планината функционира и държавна белодробна болница в Хисарлъка. На българска територия са изградени четири хижи – „Иглика“, „Осогово“, „Студен кладенец“, „Трите буки“ и няколко ведомствени хижи, също и три заслона – „Превала“, „Шапка“ и „Руен“.

### Лавини
Осогово е лавиноопасна планина. До 1956 г. сред любителите на туризма не е било известно, че високите части на Осоговската планина са лавиноопасни.
От запазени спомени на жителите на село Цървена ябълка е известно, че през между двете световни войни от две „соспи“ (лавини) загиват двама души – ловец в местността „Фурнище“ западно от връх Долната чука през 1929 г. и през януари 1940 г. друг ловец на северозападните склонове на същия връх.
Най-трагичният случай в историята и въобще се случва през март 1956 г. когато огромна снежна маса се откъсва от връх Дебели рид, северозападна издънка на връх Шапка, и със страшна сила изкоренявайки букови дървета и търкаляйки огромни камъни се устремява в северозападна посока по улея към долината на река Главна. В същото време в средата на лавинния улей работници от СП „Геоложки проучвания“ полагат водопроводни тръби. След едномесечен упорит труд труповете на петима работници са открити на отсрещния скат под връх Таш тепе затрупани под 8 – 10 м сняг. Телата на загиналите са търкаляни от огромната снежна маса в продължение на 150 м и са прехвърлили коритото на река Главна. По това време през март 1956 г. по югоизточните склонове на връх Шапка се смъква огромна лавина тип „снежна дъска“, затрупвайки до покрива граничната застава, като за щастие жертви няма.
На 19 януари 2019 г. група от шестима с моторни шейни предизвиква лавина между върховете Църки камък и Кулиците, затрупвайки двама от групата, но за щастие няма пострадали.

## Селища
В планината, по нейните склонове и подножия, общо на българска и македонска територия са разположени 7 града и няколко десетки села. В България, в Област Кюстендил, в която попада българската част има 1 град Кюстендил и 33 села: Берсин, Богослов, Ваксево, Ветрен, Вратца, Грамаждано, Граница, Гърляно, Гюешево, Длъхчево-Сабляр, Друмохар, Еремия, Жиленци, Згурово, Илия, Кадровица, Каменичка Скакавица, Лелинци, Невестино, Неделкова Гращица, Ново село, Пелатиково, Раково, Раненци, Рашка Гращица, Сажденик, Слокощица, Смоличано, Страдалово, Тишаново, Търсино, Църварица, Цървена ябълка и Чеканец.
На северномакедонска територия, в подножието на Осогово са разположени 6 града: Царево село (Делчево), Кочани, Кратово, Крива паланка, Пробищип, Каменица (Македонска Каменица) и много повече села от тези на българска територия.

## Транспорт
През Средновековието, по високите билни части на планината по труден и лош път са преминавали кервани и войски, тъй като този път е бил по-безопасен от нападения. Важна стара съобщителна артерия между Цариград и адриатическия бряг е минавала през Кюстендил и Скопие. След основаването през 1634 година на град Крива паланка (Егри паланка), движението на по-големи групи войски и кервани е станало по-интензивно и минавало през каменишките села в подножието на планината. По северното подножие на планината, от ГКПП „Гюешево“ през седловината Вратца, до Кюстендил – 22 km, преминава участък от първокласен път № 6 от Държавната пътна мрежа на България: ГКПП „Гюешево“ – София – Карлово – Бургас.
В този участък той съвпада с Международния път Е 871 от Европейската пътна мрежа, започващ от Куманово, Република Северна Македония, през Кюстендил-София-Карлово-Бургас.
В източната част на Осогово, от село Невестино до село Църварица, през граничния проход Черната скала (930 m), минава второстепенен път за град Царево село в Република Северна Македония.

## Други
На Осогово е наречени улиците „Осогово“ (Карта) и „Доганица“ (Карта) в София.

## Топографска карта
- Лист от карта K-34-69. Мащаб: 1 : 100 000.
- Лист от карта K-34-70. Мащаб: 1 : 100 000.
- Лист от карта K-34-81. Мащаб: 1 : 100 000.
- Лист от карта K-34-82. Мащаб: 1 : 100 000.